# Collegium 1704
Collegium 1704 est un ensemble tchèque spécialisé dans les interprétations de musique ancienne dans le cadre de l'interprétation historiquement informée. Les points essentiels du programme concernent les œuvres de Jan Dismas Zelenka, Georg Friedrich Haendel, Jean-Sébastien Bach, et Claudio Monteverdi. Le Collegium 1704 joue également un rôle important dans la relance de l'intérêt pour l'œuvre de Josef Mysliveček.

## Histoire
Les deux ensembles - Collegium 1704 et Collegium Vocale 1704 - ont été fondés par le claveciniste et directeur Václav Luks à l’occasion du projet Bach — Prague — 2005. Depuis 2007, ils sont régulièrement accueillis par différents festivals dans toute l’Europe, dont le Pont Musical Prague — Dresde lancé en 2008 qui retisse le fil de l'histoire artistique des deux villes. La coopération avec des solistes de renommée mondiale tels que Magdaléna Kožená, Vivica Genaux, Bejun Mehta et d’autres a abouti en 2012 au deuxième cycle de concerts du Collegium 1704 dans la salle Rudolfinum de Prague.
Depuis l’automne 2015, ces deux cycles sont réunis en une seule saison de concerts qui continue d’être donnée en parallèle à Prague et à Dresde. En 2019, la série de concerts du Collegium Vocale 1704 de Prague est lancée.

## Productions d’opéra
Dans les productions d’opéra, Collegium 1704 a renoué avec les succès internationaux de la production de Rinaldo de Haendel en interprétant l’opéra L’Olimpiade de Josef Mysliveček, ce qui lui valut la nomination pour les International Opera Awards de 2014, et l’opéra Arsilda, regina di Ponto d’Antonio Vivaldi en première mondiale moderne.

## Festivals
Le Collegium 1704  est honoré de recevoir des invitations d’organisateurs prestigieux comme sont les Salzburger Festspiele (2015, 2016, 2018), Berliner Philharmonie, Wigmore Hall de Londres, Theater an der Wien, Konzerthaus Wien, Lucerne Festival, BOZAR (Palais des Beaux-Arts) de Bruxelles, Chopin Festival de Varsovie, Wratislavia Cantans, Elbphilharmonie, Festival du Printemps de Prague, Festival de Sablé à Sablé-sur-Sarthe, Festival de La Chaise-Dieu, Festival de Musique de Sully-sur-Loire et du Loiret et au Musikfestival Heiliger Wenzel à Ostrava ou de résidences aux festivals célèbres Oude Muziek d’Utrecht et Bachfest de Leipzig.

## Film
En 2014, le Collegium 1704, toujours sous la houlette de Václav Luks, collabore avec Bejun Mehta sur l’enregistrement sur DVD de l’opéra Orphée et Eurydice de Gluck, réalisé par Ondřej Havelka, puis avec Roland Villazón sur le tournage du documentaire Mozart à Prague par la BBC 2. L’ensemble participe au tournage de Il Boemo, un film long métrage réalisé par Petr Václav sur la vie du compositeur tchèque Josef Mysliveček.

## Discographie[4]
- Jean-Philippe Rameau: Les Boréades (Château de Versailles Spectacles, 2020)
- Jan Dismas Zelenka: Missa 1724 (Accent, 2020)
- Magdalena Kožená: Il giardino dei sospiri | Marcello, Vinci, Leo, Gasparini, Händel (Accent, 2019)
- Georg Friedrich Händel: Messiah (Accent, 2019)
- Jean-Sébastien Bach: Oboe concertos et cantatas (Accent, 2018)
- Josef Mysliveček: Violin Concertos (Accent, 2018)
- Jan Dismas Zelenka: Sonatas ZWV 181 | a 2 oboi (violino) e 2 bassi obligati (Accent, 2017)
- Jan Dismas Zelenka: Missa Divi Xaverii ZWV 12 (Accent, 2015)
- Jean-Sébastien Bach: Mass in B minor (Accent 2013)
- Jan Dismas Zelenka: Responsoria pro hebdomada sancta (Accent 2012)
- Jan Dismas Zelenka: Officium Defunctorum & Requiem (Accent 2011)
- Antonín Reichenauer : Verschiedene Konzerte (Supraphon 2010)
- Jan Dismas Zelenka: I Penitenti al Sepolchro del Redentore ZWV 63 (ZigZag 2009)
- Jan Dismas Zelenka: Missa votiva ZWV 18 (ZigZag 2008)
- Georg Anton Benda: Harpsichord Concertos (Arta records 2005)
- Henrico Albicastro: 12 Concerti a quattro op. 7 (Pan classics 2001)
- Jan Dismas Zelenka: Composizioni per Orchestra (Supraphon 1995)